# Esper
Un esper es, en varios tipos de ficción, un individuo capaz de usar telepatía u otras habilidades paranormales. El término fue acuñado por Alfred Bester en su historia de 1950 "Oddy and Id", y deriva de la abreviación ESP, a su vez acrónimo de Extrasensory Perception.

## Espers en la ciencia ficción
El término esper es muy poco usado. Se han hecho referencias directas en algunas medias, como Final Fantasy VI , Final Fantasy XII, el anime de Haruhi Suzumiya o el manga "Spy × Family", donde hay personajes mágicos llamados Espers, pero técnicamente esper suele referir más a un personaje con poderes psíquicos. Debido a esto en muchos de los ejemplos siguientes se menciona "esper" indirectamente.
- En la novela de Alfred Bester "The free head job", algunos de los personajes son espers.[2]
- En las novelas de Andre Norton Moonsinger, los personajes principales son espers.
- En la película de Ridley Scott Blade Runner hay una escena en la que un dispositivo llamado ESPER es usado para manipular fotografías. Esto ha influido en muchas películas.[cita requerida]
- En el tercer episodio de Star Trek, "Where No Man Has Gone Before", Gary Mitchell y la doctora Elizabeth Dehner se convierten en espers cuando la USS Enterprise (NCC-1701) cruza la Gran Barrera.
- Existe una serie de cómics llamada Espers, hecha por James D. Hudnall y otros artistas. Debutó en 1986 y fue publicada por Eclipse Comics, Marvel/Epic e Image Comics. Los Espers son un equipo de gente con varios poderes psíquicos que luchan contra una conspiración global. Este argumento es muy similar al de Héroes, aunque le precede en dos décadas.
- Otra serie de cómic británicos llamados Pow! están protagonizados por los Esper Commandos, un grupo de psíquicos que trabajan para el gobierno británico.[3]
- En la serie de Simon Green Deathstalkers aparecen espers usados como esclavos.

## Espers en juegos
Espers han aparecido esporádicamente en juegos de diversos géneros. Por ejemplo:
- En el juego de rol de Avalon Hill Star Command, hay personajes formalmente llamados Espers usables como tropas de soporte en equipos de infantería, y poseen habilidades parapsicológicas.
- Desde su lanzamiento en 1987, los espers son unos personajes recurrentes en la serie de Sega Phantasy Star. En las partes 1, 2 y 4 tienen gran importancia, siendo a veces jugables. Por ejemplo, el personaje Lutz.
- Este término es utilizado de manera diferente en la versión inglesa de Final Fantasy VI (promocionado como Final Fantasy III en Estados Unidos), en donde los seres llamados "esperes" son semidioses que poseen poderes mágicos, y pueden transferir esas habilidades a los humanos al ser destruidos. En la versión original japonesa, estas criaturas son conocidas como 幻獣 (げんじゅう, genjū), que puede traducirse al español como "bestia fantasmal" (en inglés, "phantom beast"). El traductor inglés del juego, Ted Woolsey, tuvo que buscar una palabra que, traducida, tenga un significado similar, pero con la menor cantidad de letras posible; los archivos de texto de la versión inglesa fueron esencialmente una extensión de los archivos de texto de la versión japonesa, ocupando mucha más memoria de la que había disponible. Al final, Woosley eligió la palabra "esper". La versión española también utilizó el mismo término. Los esperes también aparecen en Final Fantasy XII como deidades e invocaciones, expulsados de los cielos debido a actos de rebelión, corrupción y por el deseo de destruir la vida. Hay un total de trece esperes que aparecen en el juego: uno por cada signo del zodíaco, y el decimotercero: Serpentarius. En el Final Fantasy V los "esperes" son invocaciones del job Invocador. En la trilogía para Game Boy, Final Fantasy Legend, los esperes son una de las razas a elegir por el jugador, los cuales destacan en habilidades mágicas.
- Silver the Hedgehog, uno de los tres personajes principales de la franquicia de Sonic the Hedgehog, demuestra tener poderes psíquicos.
- El tipo psíquico de Pokémon es referido como "Tipo Esper" en la versión japonesa. Además, la forma psíquica de Eevee es llamada Espeon; ESP es referencia a esper, mientras que "eon" es un sufijo de las evoluciones de Eevee. En los juegos de Pokémon, la líder de gimnasio de tipo psíquico Sabrina de Ciudad Azafrán (Saffron City) y el cuarto miembro del Alto Mando, Mento (Will), son llamados espers. El Pokémon felino psíquico, Espurr, en japonés se llama Nyasper; parte de la etimología de este nombre la debe a los espers.
- También están presentes los espers en el amplio mundo de Yu-Gi-Oh!. Un monstruo llamado "Cíber Telépata" (en su nombre original, "Ciber Esper") tiene la habilidad telepática de ver las cartas del adversario cuando son robadas. Esper Roba es un personaje con supuestos poderes telekinéticos en el primer manga y el segundo anime de Yu-Gi-Oh!. Por otro lado, existe un monstruo llamado "D.D. Esper Gorrión Estelar" (conocido en japonés como "Different Dimension Esper - Star Robin"), basado a su vez en el personaje de nombre parecido interpretado por el joven Nelson Andrews/Fuya Okudaira en el anime Yu-Gi-Oh! ZEXAL.
- En el juego de Accolade Star Control 2 aparecen espers.
- El juego de Xbox Phantom Dust tiene un grupo de individuales que incluyen al personaje principal y que son llamados Espers, es decir, individuales que perdieron la memoria, pero consiguieron sus poderes psíquicos (telekinesis, pirokinesis, criokinesis, aerokinesis, levitación y algunos más).
- Espers aparecen mucho en la serie EarthBound. En Mother y Mother 3, dos personajes controlables usan estas habilidades, mientras que en EarthBound son tres.
- El juego japonés Kunio-kun Nekketsu! Street Basket: Ganbare Dunk Heroes representa un equipo de baloncesto de Florida llamado Florida Espers; esto hace referencia a la capacidad de un miembro del grupo de mover la pelota con la mente.
- Esper es el nombre de un plane, uno de los Shards of Alara, en Magic: el encuentro, que se caracteriza por poseer una sociedad de intelectuales e investigadores que reemplazan parcial o completamente su cuerpo con una aleación viva, con el fin de superar los limitantes de un cuerpo biológico.
- S4 League, un shooter de tercera persona, tiene un significado oculto en su nombre: Stylish, eSper, Shooting, y Sports. eSper se refiere a las habilidades de sus personajes.
- Athena Asamiya en su juego Athena: Awakening from Ordinary Life, tiene telepatía y otros poderes. También en The King of Fighters XII es capaz de hacer levitar a sus oponentes.
- En el videojuego de peleas de PSP de To Aru Majutsu no Index aparecen la mayoría de espers de la serie de anime.
- En el primer videojuego de la serie Danganronpa ,  Sayaka Maizono  dice ser una esper. Más adelante, el protagonista también afirma serlo.

## Espers enanimeytokusatsu
- En el anime Haruhi Suzumiya uno de los personajes (Itsuki Koizumi) Es un esper, este puede entrar en los espacios cerrados que Haruhi crea al estar deprimida y allí tiene poderes sobrenaturales
- Misaka Mikoto (También conocida como "Railgun") y Accelerator de To Aru Majutsu no Index, son unos ejemplos de los miles de Espers que tiene Ciudad Academia en la serie.
- Itsuki Koizumi de Suzumiya Haruhi no Yuutsu (sus habilidades solo se muestran en dimensiones llamadas "espacios cerrados").
- Asuna Kagurazaka acusa a Negi Springfield de ser un esper en el episodio 2 de Negima cuando en realidad es un mago.
- Chiaotzu en Dragon Ball.
- Reino en Skip Beat! es a veces referido como esper.
- Yakumo Tsukamoto en School Rumble.
- En Witch Hunter Robin, los espers son etiquetados como brujas y perseguidos por una organización secreta.
- La familia Kasuga de Kimagure Orange Road es una familia de espers.
- Tetsuo y Akira en Akira.
- Popi-kun en la OVA de Akazukin Chacha.
- En el juego de Kunio-kun Nekketsu! Street Basket: Ganbare Dunk Heroes aparece un equipo de baloncesto compuesto por espers.
- Muchos personajes de Ghost Hunt, como Taniyama Mai y Kazuya Shibuya, así como todos los miembros de SPR.
- La raza "The Mu" en Toward the Terra.
- Kamui Shirō en X/1999.
- En Puella Magi Madoka Magica, Kyubey es un esper que se comunica mediante telepatía con Kaname Madoka, posteriormente con las chicas mágicas y estas entre sí mismas. También las almas de las chicas mágicas son transferidas al medio material de las Soul Gems. En The Rebellion Story, Miki Sayaka y Momoe Nagisa se convierten en esperes, debido a la "Ley del Ciclo" e influirán en la trama de la película.
- Chojin Locke de Locke the Superman es un esper inmortal.
- Lilica Evett en Burn Up Scramble.
- Muchos personajes de Zettai Karen Children.
- Toni y Mika en Miracle Girls.
- Naoto y Naoya en Night Head Genesis.
- Psíquicos en E's Otherwise también son llamados espers.
- Esper Mami en Esper Mami.
- Jasmine y muchos más en Tokusō Sentai Dekaranger.
- Hiroto and Miyu in Engine Sentai Go-onger.
- En Katekyo Hitman Reborn, Mammon, también llamado Viper, menciona ser un esper de primera clase.
- Hyuuga Mayuki en Suteki Tantei Labyrinth.
- Amuro Ray en Mobile Suit Gundam, la Teniente Matilda le hace ver, que posiblemente sea un Esper.
- Motoko Kusanagi o "la mayor" de la serie Ghost in the Shell: Stand Alone Complex.
- En Tokyo Esp la mayoría de los personajes son espers.
- Kotoura en Kotoura-san.
- Makoto Naegi del anime Danganronpa bromea con Kyouko sobre que es un esper, tal como se lo hizo Sayaka a él antes.
- En Denpa Onna to Seishun Otoko se trata el tema de la existencia de seres Esper, y se cree que Yashiro Hoshimiya puede ser uno.
- En "One Punch Man", Tatsumaki es descrita como un Esper.
- Del mismo autor la serie Mob Psycho 100 cubre la vida de un esper (Mob) y muestra a varios más.
- En el anime y novelas de Kazuma Kamachi, To Aru Majutsu no Index, tienen una ciudad llamada Ciudad Academia (Academy City) llena de Espers, y es el lugar principal donde se desarrollan la mayoría de sucesos de la serie.
- En el anime Zettai Karen Children y su secuela, la historia aborda conflictos respecto a espers de distintos tipos y niveles de poderes. Ofrece un punto de vista discriminatorio, de lucha social.
- En el anime Danganronpa, durante el capítulo 1 de la serie animada. Makoto Naegi y Sayaka Maizono citan el término como parte de una broma en plena conversación.
- En el manga y anime Saiki Kusuo no Psi-nan los personajes Saiki Kusuo, Toritsuka Reita y Aiura Mikoto tienen poderes psíquicos.
- Anya Forger en el manga Spy × Family.